# Cavigal Nice sports baseball
 (juillet 2023).
Pour un article plus général, voir Cavigal Nice Sports.
Uniformes
Le Cavigal Nice Sports Softball et baseball est un club de baseball situé à Nice dans les Alpes-Maritimes. C'est une section du club omnisports Cavigal Nice Sports.
Après avoir évolué en élite en 2002, l'équipe fanion a évolué quelque temps en Nationale 1 (Division 3). En 2017, elle est promue en Division 2.En 2021 les u15 rentrent dans l'histoire du cavigal car ils deviennent pour la première fois champion de France. En 2022, ils réitèrent cet exploit.

## Histoire
Le club naît en 1943 de la fusion de l'AS Casino, de la Victorine et du Gallia Club. En 1955, le club fusionne avec la section basket de Nice Sports. C’est en 1988 que nait la section baseball, par l’absorption du Quartz Baseball Softball. En 1989 le club de Nice Dynamic’s est  absorbé par le Cavigal.

## Palmarès
- Baseball senior :
  - Champion de France de Nationale 1 : 2000 ;
  - Champion régional : 2008, 2009, 2014.
- Softball féminin : 
  - 17 fois champion de France.
  - Championne de France D2 2025
- Softball masculin
  - Champion de France : 2011 ;
  - Vice-champion de France : 2010, 2012, 2013, 2014, 2015, 2017,2018,2019 ;
  - Champion régional : 2010, 2011, 2012 ;
  - 5e place Coupe des coupes européenne 2011.
- Softball Mixte
  - Champion de France: 2015.
- Baseball junior u15 :
  - Champion de France : 2021.
  - Champion de France : 2022.